# Отешо-Роад
Отешо-Роад (фр. Autechaux-Roide) насеље је и општина у источној Француској у региону Франш-Конте, у департману Ду која припада префектури Монбелијар.
По подацима из 2011. године у општини је живело 556 становника, а густина насељености је износила 84,76 становника/km². Општина се простире на површини од 6,56 km². Налази се на средњој надморској висини од 465 метара (максималној 575 m, а минималној 363 m).

## Демографија
| 1962. | 1968. | 1975. | 1982. | 1990. | 1999. | 2011. |
| ----- | ----- | ----- | ----- | ----- | ----- | ----- |
| 315   | 348   | 518   | 560   | 541   | 546   | 556   |

График промене броја становника у току последњих година